# Philodromus praedatus
Philodromus praedatus es una especie de araña cangrejo del género Philodromus, familia Philodromidae. Fue descrita científicamente por O. P.-Cambridge en 1871.

## Distribución
Esta especie se encuentra en Rusia (Europa al sur de Siberia), Azerbaiyán e Irán.